# 변동 환율제
변동 환율제(變動換率制, flexible exchange rate)는 환율제도의 일종으로서 통화 가치가 외국환시장에 따라 변화하는 체계를 말한다. 변동환율제를 택하는 통화를 변동 환율이라고 부른다. 반대는 고정 환율제이다.
변동 환율제의 경우 환전 시 통화의 가격이 자동적으로 조절되기 때문에 경제 상황에 급작스런 충격이 올 경우 위험성이 줄어든다. 외국인 투자자 및 기업의 투자 시에도 상대적으로 유리할 수 있다. 그러나 확실성과 예측성이 불가능하다는 점에서 고정 환율과 비교해 단점도 있다. 이는 의도적으로 자국 통화를 절하하려는 노력에 따라 조절될 수 있기 때문에 반드시 맞지 않다고 지적하는 학자들도 있다.
먼델플레밍 계획에 따라 환율제에 대한 결정이 이뤄지게 됐으며 이는 고정환율제가 자유로운 자본 시장 운용과 함께 병행되기 어렵다는 관점에 따른 것이었다.
극단적인 화폐 절상 혹은 절하 시에 중앙은행이 개입하여 통화 안정에 나설 것이다. 이럴 경우 변동 환율제는 계획적으로 변동폭을 유지한다. 예를 들어 중앙은행은 주기적으로 통화가격이 올랐다 내려가게 함으로써 가격을 조정하는 한편 무역 거래를 위한 조처에 나서게 될 것이다.

## 개요
순수한 변동환율제도는 환율의 변동이 외환시장의 수급에 의해 결정되며 통화당국의 외환시장에 대한 개입이 없는 제도를 의미한다. 그러나 이러한 순수한 변동환율제도는 현실적으로 존재하지 않으며 오늘날 대부분의 국가는 관리변동환율제도(managed flexible exchange rate)를 채택하고 있다. 1973년 이후 실시되기 시작한 변동환율제도는, 이행 당시에는 국제수지의 불균형을 시정하기 위해서 환율변동에 충분한 신축성을 부여하는 제도가 필요하다고 판단되어 순수변동환율제도를 채택하였다. 그러나 실시결과 균형환율로의 복귀보다는 불규칙하고 대폭적인 환율변동이 반복되어, 각국 정부는 인플레이션 방지나 대외경쟁력유지 등의 이유를 들어 빈번히 외환시장에 개입하게 되었다. 이러한 외환시장에 대한 개입은 처음에는 불결한 변동환율제도(dirty float)라고 비난을 받았지만 점차 그 필요성을 인정받게 되었다. 적어도 이론상으로는 국제수지의 불균형을 자동적으로 시정할 수 있다는 것이 변동환율제도의 가장 큰 장점이다. 따라서, 국내의 재정·금융정책이 국제수지에 미치는 영향을 고려함 없이 자유로이 국내의 경제목표를 달성하기 위해 사용될 수 있다. 물론, 환율변동에 따른 손해인 환위험(exchange risk)으로 인해 국제거래가 저해되고 환투기가 발생한다는 점에 유의해야 한다. 1970년대 석유파동 때는 심각한 국제수지의 불균형이 발생하여 변동환율제도 아래서도 새로운 경험을 하였다. 즉, 종래의 국제수지불균형은 미국의 적자, 일본과 서독 등 주요선진국의 흑자, 개발도상국의 적자라는 양태를 보였으나, 원유가격이 대폭 인상된 이후에는 산유국과 비산유국간의 불균형이 두드러졌다. 한편, 환율이 자유롭게 큰 폭으로 변동함으로써 환투기를 억제하고 국제통화의 혼란을 진정시킬 수 있다는 본래의 역할이 예상대로 이루어지지 못했다. 강세통화와 약세통화 사이의 격차가 오히려 확대되었으며 이와 함께 인플레이션의 격차도 오히려 커졌다. 즉, 인플레이션의 억제에 성공한 서독·스위스·일본 등의 강세통화국에서는 통화가치가 점차 상승하여 물가안정과 통화가치 상승이 동시에 이루어진 반면, 인플레이션이 계속 진행된 영국·이탈리아 등 약세통화국에서는 환율의 상승으로 인하여 임금과 물가의 지속적인 상승이 이루어졌다. 더구나 강세통화국은 환율의 하락에도 불구하고 국제수지의 흑자가 계속된 반면, 약세통화국은 환율의 상승에도 국제수지의 적자가 줄어들지 않았다. 그러나 이러한 현실이 변동환율제의 단점에서 기인한 것은 아니다. 오히려 석유파동이라는 새로운 위기를 맞아 국제적인 통화혼란이 발생하지 않았던 것은 변동환율제가 지닌 충격흡수장치로서의 역할, 즉 변동환율제의 장점에 의한 것이라는 평가가 있다. 만약 각국의 1978년 이후에도 고정환율제에 머물러 있었다면 전례없는 국제통화 혼란으로 인하여 세계경제는 붕괴되었을지도 모른다.

## 같이 보기
- 고정 환율제
- 이 문서에는 다음커뮤니케이션(현 카카오)에서 GFDL 또는 CC-SA 라이선스로 배포한 글로벌 세계대백과사전의 [[s:글로벌 세계 대백과사전/금융·경영/금융경제 현황/국내외 금융현황/환율제도]] "환율제도"] 항목을 기초로 작성된 글이 포함되어 있습니다.
- Calvo, G., and Reinhart, C. (2002). "Fear of Floating." Quarterly Journal of Economics, 117: 379-408.
- Levy-Yeyati, E. and F. Sturzenegger (2004). "Classifying Exchange Rate Regimes: Deeds vs. Words." European Economic Review.